# 오르타산줄리오
오르타산줄리오(피에몬테어 및 롬바르디아어: Òrta)는 노바라도의 이탈리아 피에몬테주에 있는 도시이자 코무네이다. 토리노에서 북동쪽으로 약 100 킬로미터 (62 mi), 노바라에서 북서쪽으로 약 40 킬로미터 (25 mi) 떨어져 있다. 이곳은 I Borghi più belli d'Italia("이탈리아의 가장 아름다운 마을") 중 하나이다.

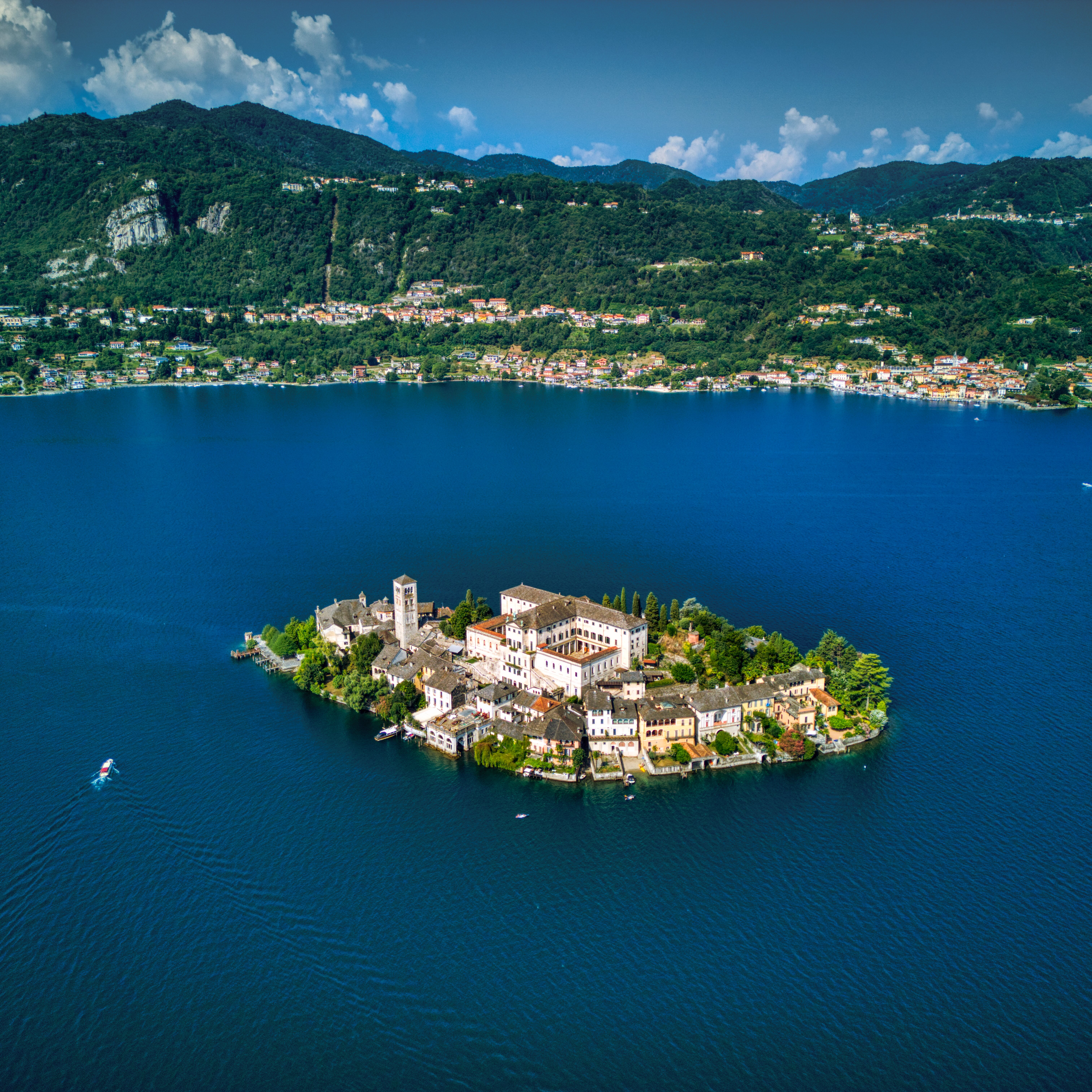
산줄리오섬

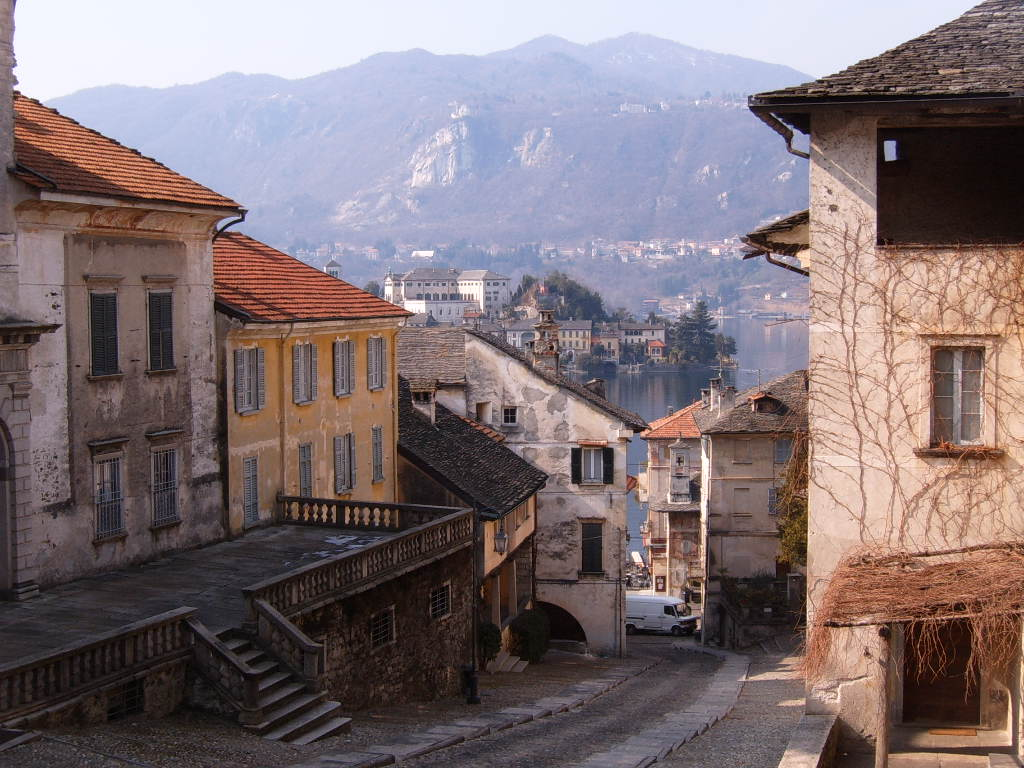
마을 전경

마을 자체는 산줄리오섬 근처 오르타호 동쪽 강둑에서 튀어나온 곶 위에 세워져 있으며, 이 섬 또한 행정 구역에 속한다. 레그로의 프라치오네는 곶 뒤에 솟아오른 언덕에 있으며, 코르코니오는 남쪽으로 약 2 킬로미터 (1.2 mi) 떨어져 있고 호수에서 멀리 떨어져 있으며, 이몰라는 두 곳 사이에 있지만 고차노로 향하는 도로변 호수 근처에 소수의 주택으로 이루어져 있다. 이 코무네는 북쪽으로 페테나스코, 동쪽으로 미아시노와 아메노, 남쪽으로 볼차노 노바레세와 고차노, 그리고 호수 건너편 서쪽으로 산마우리치오도파글리오와 펠라와 접한다.
이곳은 인근의 사크로 몬테로 잘 알려져 있으며, 이 사크로 몬테는 순례와 예배의 장소이자 마을 자체와 섬처럼 비교적 소규모의 관광의 인기 있는 목적지이다. 2003년, 오르타의 사크로 몬테는 유네스코에 의해 세계유산에 등재되었다.

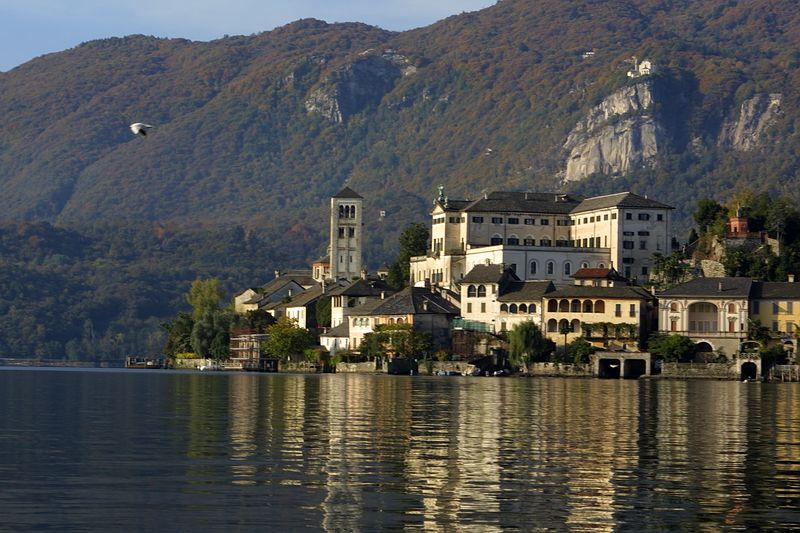
오르타산줄리오 전경

1882년 5월, 프리드리히 니체와 루 살로메는 그녀의 어머니와 친구와 함께 이탈리아 그랜드 투어에서 돌아오는 길에 며칠 동안 오르타를 방문했다. 두 사람은 사크로 몬테를 몇 시간 동안 방문했고 니체는 매력적인 러시아 여성과 사랑에 빠졌다. 살로메는 나중에 철학자에게 키스를 했는지 기억할 수 없었고 그를 사랑하지 않았는데, 이는 그에게 큰 고뇌를 안겨주었다.

## 빌라 크레스피
빌라 크레스피는 오르타에 위치한 19세기 무어 리바이벌 양식의 시골 궁전으로, 현재는 셰프이자 레스토랑 경영자인 안토니노 칸나바치우올로가 운영하는 고급 호텔 및 레스토랑이다. 맨션을 가족 휴가용 주택으로 의뢰한 원래 소유주인 크리스토포로 베니뇨 크레스피는 그가 중동에서 일하면서 보았던 건물들을 빌라가 떠올리게 하기를 원했다. 따라서 호수가 내려다보이는 미나레트처럼 보이는 탑이 건물에 포함되었다.
1914년, 이곳은 주세페 핀토의 영화 이브나, 갠지스의 진주(원제 Iwna, la perla del Gange)의 촬영지였다.

## 사크로 몬테
오르타의 사크로 몬테는 현재 자연 보호 구역인 13헥타르의 역사 공원 내에 위치해 있다.
포함된 내용은 다음과 같다:
- 16세기 말에서 17세기에 걸쳐 건축된 21개의 봉헌 예배당으로, 성 아시시의 프란치스코의 삶을 묘사하는 프레스코화와 테라코타 조각상들이 있다.
- 밀라노 대성당 작업에도 참여했던 롬바르디아 학파의 최고 예술가들이 제작한 370개의 실물 크기 다색 테라코타 조각상.
- 실제 연극 공연을 만들어내는 900개 이상의 프레스코화.

신앙심 깊은 길은 성 프란치스코와 니콜라오 교회에서 끝나는데, 이 교회는 원형 로마네스크 양식의 건물이었으나 17세기에 아시시의 하층 대성당과 닮도록 개조되었다.
오르타의 사크로 몬테는 15세기 말로 거슬러 올라가는 인근의 바랄로의 사크로 몬테에서 영감을 받았다.

## 주목할 만한 인물
- 구글리엘모 탈리아카르네